# Paulo Borges (filosofo)
Paulo Alexandre Esteves Borges, conosciuto come Paulo Borges (Lisbona, 5 ottobre 1959), è un filosofo e scrittore portoghese.

## Biografia
Borges ha compiuto i suoi studi filosofici presso la Facoltà di Lettere dell'Università di Lisbona, della quale è divenuto professore nel 1988, occupandosi soprattutto di Filosofia della Religione e Pensiero Portoghese.
Negli anni giovanili, coltiva ideali anarchici e di estrema destra, in seguito rinnegati sostenendo che «non credeva veramente in nulla di ciò» («não acreditava verdadeiramente em nada disto»).
Praticante del Buddhismo dal 1983, è stato presidente dell'Unione Buddista Portoghese dal 2002 al 2014, e conduce regolarmente pratiche meditative di gruppo legate a questa tradizione.
Vegetariano, ecologista e animalista, è stato fondatore e presidente del Partito per gli Animali e la Natura (PAN, in seguito denominato Persone-Animali-Natura) dal 2011 al 2014.
È fondatore, membro e collaboratore di molte iniziative culturali in Portogallo, tra le quali la rivista Cultura Entre Culturas (della quale è direttore), la rivista Nova Águia (della quale è stato codirettore) l'Istituto di Filosofia Luso-Brasiliana (di cui è membro) e l'Associazione Agostinho da Silva (della quale è stato presidente), dedicata all'omonimo filosofo portoghese, con cui Paulo Borges ebbe un rapporto personale d'elezione e sul quale ha pubblicato diversi libri, comprese varie edizioni di testi dello stesso Agostinho da Silva.
Oltre ai numerosi scritti filosofici, è autore di testi teatrali, aforismi e poesie.

## Pensiero
L'indagine filosofica di Borges s'inscrive in un lignaggio spiritualista (filosofico-mistico e filosofico-poetico) che in Portogallo ha avuto, tra i secoli XIX e XXI, i principali predecessori in Antero de Quental, Teixeira de Pascoaes, Fernando Pessoa, Agostinho da Silva e il Movimento della Filosofia Portoghese.
Il suo pensiero ruota attorno a una ricerca metafisica, ontologica, teologica e spirituale che tende a superare le dicotomie tradizionali del pensiero occidentale, quali soggetto-oggetto, trascendenza-immanenza, creatore-creatura, spirito-materia, corpo-anima. Egli propone una filosofia non dualista, e monista, non in quanto sistema chiuso e puramente razionalistico, bensì come ricerca, scoperta ed espressione di una conoscenza che non prescinde e anzi emerge dall'esperienza spirituale e mistica, dalle pratiche contemplative, meditative e artistiche, e, quindi, dall'ampliamento della coscienza oltre i ristretti e illusori limiti egoici, psicologici e culturali.
Dal punto di vista teologico o dell'indagine sulla Realtà Ultima, il pensiero di Borges dialoga intimamente, non solo con quello degli autori portoghesi già citati (su tutti, Pascoaes, Pessoa e A. Silva), ma anche con quello del Buddismo Mahayana e Tibetano da lui praticato (concetto di Vacuità), dell'Induismo (concetto di Maya) delle teologie negative cristiane (Pseudo-Dionigi l'Aeropagita), del Neoplatonismo (Plotino) e della mistica di figure come Eckhart e Ibn Arabi. La matrice prima e allo stesso tempo la Realtà Ultima di tutto è, secondo Borges, un Nulla fecondo o «il nulla che è tutto» («o nada que é tudo» espressione di Pessoa), un «fondo senza fondo» («fundo sem fundo») divino, dal quale tutto emerge in un continuo processo estatico di metamorfosi senza finalità salvo quella di un perpetuo e trasformativo rinnovarsi di una coscienza luminosa, piena e compassionevole, che trascende le categorie morali del bene e del male per come sono comunemente intese, in un Bene superiore che consiste nella superazione di ogni illusoria e limitante dualità.
Il pensiero di Borges è fortemente ecumenico e universalista: all'unità non duale della realtà corrisponde un'intrinseca interdipendenza tra gli esseri molteplici - quindi anche tra umano, animali e natura -, incluse le culture, le nazioni e le religioni. Queste entità vengono trascese in un aprirsi della coscienza universale, che tutte le comprende e le supera nel «Quinto Impero» - sorta di età dell'oro futura e allo stesso tempo immagine della condizione spirituale onnipresente del tutto -, espressione, questa, che Borges reinterpreta a partire da António Vieira, Fernando Pessoa e Agostinho da Silva. L'interesse e l'interpretazione in chiave spiritualista e universalista delle culture e delle religioni planetarie (tra le quali, anche quelle sciamaniche e dei Nativi Americani) sono caratteristiche tipiche del suo approccio.
Allo stesso tempo, Borges è uno dei principali studiosi, interpreti e ambasciatori della storia e della cultura portoghese, avendo dedicato molti studi ad autori quali i menzionati António Vieira, Antero de Quental, Teixeira de Pascoaes, Fernando Pessoa, Agostinho da Silva, e inoltre a Luís de Camões, Almada Negreiros, Maria Gabriela Llansol e Sophia de Mello Breyner Andresen, tra gli altri. Se il punto di partenza del suo pensiero sul Portogallo e sulla portoghesità poteva inizialmente avere degli aspetti in comune con nazionalismo messianico e provvidenzialista del Movimento della Filosofia Portoghese, in seguito, l'influenza dell'ecumenismo di Agostinho da Silva e il percorso personale di Borges hanno portato questi a superare qualunque forma nazionalismo o patriottismo, reinterpretando il Portogallo e la portoghesità (e la cultura portoghese) in senso non individuale-nazionale, bensì in quanto entità culturale e spirituale che, sebbene situata in coordinate storiche, geografiche e culturali specifiche, è mediatrice del processo storico-spirituale-transcivilizzazionale che conduce al Quinto Impero universale ed ecumenico della coscienza piena, il quale comprende, compie e trascende il Portogallo stesso.
Idea chiave che lega questi tre ambiti del pensiero di Borges - la Realtà Ultima, l'universalismo e il Portogallo - è la Saudade, concetto e tema fondamentale e onnipresente della cultura portoghese, che Borges interpreta come vincolo e aspirazione universale al «fondo senza fondo» divino di tutto, dal quale tutto emerge e del quale tutto è manifestazione saudosa, ovvero, gioiosamente desiderosa e nostalgicamente tesa alla riunione, o meglio alla liberazione dell'illusione oggettivante e dualista della separatività (in questo senso, Borges legge il modo di dire tipicamente portoghese «matar a sauade», ovvero, «uccidere la saudade»).

## Opere (una selezione)
- 2001 - Do Finistérreo Pensar
- 2006 - Línguas de Fogo. Paixão, Morte e Iluminação de Agostinho da Silva
- 2008 - O Jogo do Mundo. Ensaios sobre Teixeira de Pascoaes e Fernando Pessoa
- 2010 - Uma Visão Armilar do Mundo. A vocação universal de Portugal em Luís de Camões, Padre António Vieira, Teixeira de Pascoaes, Fernando Pessoa e Agostinho da Silva
- 2010 - Descobrir Buda. Estudos e ensaios sobre a via do Despertar
- 2013 - É a Hora! A mensagem da Mensagem de Fernando Pessoa
- 2017 - O Coração da Vida. Visão, meditação, transformação integral
- 2018 - Os Animais, Nossos Próximos (Antologia do amor humano aos animais) (con Daniela Velho)
- 2019 - Presença Ausente. A Saudade na Cultura e no Pensamento Portugueses / Nova Teoria da Saudade

## Onorificenze
- 2017 - Dottorato Honoris Causa dell'Università Tibiscus, de Timisoara (Romania)
- 2019 - Premio Ibn Arabi Taryumán della Ibn Arabi Society (MIAS-Latina) per la ricerca nei campi della spiritualità e del dialogo interreligioso